# Sala stampa della Santa Sede
La Sala stampa della Santa Sede è l'ufficio della Santa Sede con il compito di divulgare tutte le notizie e le comunicazioni ufficiali che riguardano sia il sommo pontefice sia le attività della Sede Apostolica. Dal 22 luglio 2019 è diretta da Matteo Bruni.

## Storia
Un primo ufficio di informazioni dipendente dall'Osservatore Romano venne istituito il 20 febbraio 1939 con lo scopo di trasmettere notizie direttamente ai giornalisti.
Durante il Concilio Vaticano II venne predisposta una speciale sala stampa per questa assise che continuò a funzionare assorbendo il precedente ufficio a partire dal 1966 sottoposta al Pontificia commissione per le comunicazioni sociali e alla Segreteria di Stato.
Dal 1º gennaio 2016 è sottoposta al Dicastero per la comunicazione e alla Segreteria di Stato.

## Attività
Il direttore della Sala stampa è il portavoce della Santa Sede. 
Compito della Sala stampa è anche quello dell'accreditamento dei giornalisti e della pubblicazione dei bollettini.

## Cronotassi

### Direttori
- Angelo Fausto Vallainc † (19 ottobre 1966 - 4 luglio 1970 nominato vescovo ausiliare di Siena)
- Federico Alessandrini † (11 luglio 1970 - 3 giugno 1976 ritirato)
  - Romeo Panciroli, M.C.C.I. † (3 giugno 1976 - 5 settembre 1977 nominato direttore) (ad interim)
- Romeo Panciroli, M.C.C.I. † (5 settembre 1977 - 6 novembre 1984 nominato pro-nunzio apostolico in Liberia e in Gambia e delegato apostolico in Sierra Leone e Guinea)
- Joaquín Navarro-Valls † (4 dicembre 1984 - 11 luglio 2006 ritirato)
- Federico Lombardi, S.I. (11 luglio 2006 - 31 luglio 2016 dimesso)
- Greg Burke (1º agosto 2016 - 31 dicembre 2018 dimesso)
  - Alessandro Gisotti (31 dicembre 2018 - 21 luglio 2019) (ad interim)
- Matteo Bruni, dal 22 luglio 2019

### Vicedirettori
- Pierfranco Pastore † (3 giugno 1976 - 4 dicembre 1984 nominato segretario della Pontificia commissione delle comunicazioni sociali)
- Giulio Nicolini † (4 dicembre 1984 - 16 luglio 1987 nominato vescovo di Alba)
- Giovanni D'Ercole, F.D.P. (31 agosto 1987 - 1990 dimesso)
- Piero Pennacchini † (15 giugno 1990 - 1995 dimesso)
- Ciro Benedettini, C.P. (11 dicembre 1995 - 2016 dimesso)
- Greg Burke (1º febbraio 2016 - 31 luglio 2016 nominato direttore)
- Paloma García Ovejero (1º agosto 2016 - 31 dicembre 2018 dimessa)
- Cristiane Murray, dal 25 luglio 2019